# Trial de Sant Llorenç 1976
L'edició de 1976 del Trial de Sant Llorenç fou la 10a d'aquesta prova, organitzada pel Motor Club Terrassa. El trial era la tercera prova del Campionat del Món d'aquell any i tingué lloc el 7 de març pels voltants de Sant Llorenç del Munt, amb sortida a Matadepera, Vallès Occidental. Hi participaren 100 pilots, els quals hagueren de superar 24 zones repartides al llarg d'un recorregut que calia completar 2 vegades.
En aquella ocasió hi participaren pilots de tretze països diferents (26 dels quals catalans), i l'assistència de públic tornà a ser massiva.

## Zones
Algunes de les 24 zones marcades per a aquest trial eren habituals d'aquesta prova i es varen fer servir en diverses edicions, com ara per exemple les anomenades Reietó, Tobogan i Dipòsit (al Torrent de la Riba) o la Cañon Colorado (prop del Club Deportiu Terrassa, a uns 500 metres del quilòmetre 5,800 de la carretera BV-1221 de Terrassa a Talamanca). Moltes d'elles eren fàcilment accessibles en estar situades prop d'alguna carretera o camí forestal.

## Classificació
| Posició | Pilot            | Motocicleta | Punts |
| ------- | ---------------- | ----------- | ----- |
| 1       | Martin Lampkin   | Bultaco     | 36,7  |
| 2       | Ulf Karlson      | Montesa     | 37,2  |
| 3       | Manuel Soler     | Bultaco     | 37,3  |
| 4       | Malcolm Rathmell | Montesa     | 49,4  |
| 5       | Yrjö Vesterinen  | Bultaco     | 49,8  |
| 6       | Charles Coutard  | Bultaco     | 52,2  |
| 7       | Mick Andrews     | Yamaha      | 53,9  |
| 8       | Jaume Subirà     | Montesa     | 56,9  |
| 9       | Xavier Cucurella | Bultaco     | 62,7  |
| 10      | Rob Shepherd     | Montesa     | 65    |